# Điều trần tại Quốc hội Hoa Kỳ
Điều trần tại Quốc hội Hoa Kỳ (tiếng Anh: Congressional hearing) là thể thức chính để các ủy ban của Quốc hội Hoa Kỳ thu thập và xem xét các dữ kiện trong quá trình soạn thảo và tạo lập chính sách quốc gia.
Có loại điều trần riêng thuộc Thượng viện Hoa Kỳ như việc thông qua các bổ nhiệm của Tổng thống, nhưng nói chung đều cùng một thể thức. Buổi điều trần thường có phần vấn đáp do chứng nhân trình diện trước ủy ban liên quan của Quốc hội. Đây cũng là phương thức các vị dân cử được nghe trực tiếp đủ mọi vấn đề trong xã hội Mỹ. Các buổi điều trần sau đó được ghi lại, in ra và lưu trữ. Có thể nói đây là những ấn phẩm quan trọng nhất của Quốc hội Hoa Kỳ.
Việc ấn loát và phổ biến các dữ kiện trong buổi điều trần trở thành thông lệ từ cuối thế kỷ 19. Kể từ năm 1924, công chúng có thể đặt mua thẳng từ Nha Ấn loát của Chính phủ Hoa Kỳ. Đến năm 1938 thì những ấn phẩm này cũng được phân phối đến các thư viện dự trữ Liên bang.
Thư viện Luật khoa của Quốc hội Hoa Kỳ đang hợp tác với hãng Google trong dự án số hóa toàn bộ các buổi điều trần, tổng cộng khoảng 75.000 cuốn. Hãng ProQuest có dịch vụ cung cấp danh mục các ấn phẩm này dưới dạng kỹ thuật số cho độc giả mua.